# Yoelbi Quesada
Yoelbi Luis Quesada Fernández (Sancti Spíritus, 4 agosto 1973) è un ex triplista cubano, campione mondiale ad Atene 1997.

## Biografia
Un anno prima, nel 1996, fu medaglia di bronzo ai Giochi olimpici di Atlanta 1996. Ha vinto anche tre medaglie d'oro, sempre nel salto triplo, in tre edizioni consecutive dei Giochi panamericani, tra il 1991 e il 1999.

## Record nazionali

### Seniores
- Salto triplo: 17,85 m ( Atene, 8 agosto 1997)

## Palmarès
| Anno | Manifestazione      | Sede             | Evento       | Risultato | Prestazione | Note                                    |
| ---- | ------------------- | ---------------- | ------------ | --------- | ----------- | --------------------------------------- |
| 1990 | Mondiali juniores   | Plovdiv          | Salto triplo | Argento   | 16,62 m     |                                         |
| 1991 | Giochi panamericani | L'Avana          | Salto triplo | Oro       | 17,06 m     |                                         |
| 1992 | Mondiali juniores   | Seul             | Salto triplo | Oro       | 17,04 m     |                                         |
| 1992 | Giochi olimpici     | Barcellona       | Salto triplo | 6º        | 17,18 m     |                                         |
| 1993 | Mondiali indoor     | Toronto          | Salto triplo | 5º        | 17,06 m     |                                         |
| 1993 | Mondiali            | Stoccarda        | Salto triplo | 12º       | 16,77 m     |                                         |
| 1993 | Giochi CAC          | Ponce            | Salto triplo | Oro       | 17,06 m     |                                         |
| 1995 | Mondiali indoor     | Barcellona       | Salto triplo | Argento   | 17,62 m     | Miglior prestazione personale           |
| 1995 | Giochi panamericani | Mar del Plata    | Salto triplo | Oro       | 17,67 m     |                                         |
| 1995 | Mondiali            | Göteborg         | Salto triplo | 4º        | 17,59 m     |                                         |
| 1996 | Giochi olimpici     | Atlanta          | Salto triplo | Bronzo    | 17,44 m     |                                         |
| 1997 | Mondiali            | Atene            | Salto triplo | Oro       | 17,85 m     | Miglior prestazione mondiale stagionale |
| 1997 | Universiade         | Sicilia          | Salto triplo | Oro       | 17,35 m     |                                         |
| 1998 | Giochi CAC          | Maracaibo        | Salto triplo | Oro       | 17,18 m     |                                         |
| 1999 | Mondiali indoor     | Maebashi         | Salto triplo | 4º        | 16,92 m     |                                         |
| 1999 | Universiade         | Palma di Maiorca | Salto triplo | Oro       | 17,40 m     |                                         |
| 1999 | Giochi panamericani | Winnipeg         | Salto triplo | Oro       | 17,19 m     |                                         |
| 1999 | Mondiali            | Siviglia         | Salto triplo | 10º       | 16,88 m     |                                         |
| 2000 | Giochi olimpici     | Sydney           | Salto triplo | 4º        | 17,37 m     |                                         |
| 2003 | Mondiali indoor     | Birmingham       | Salto triplo | Bronzo    | 17,27 m     |                                         |
| 2003 | Giochi panamericani | Santo Domingo    | Salto triplo | Bronzo    | 16,78 m     |                                         |
| 2003 | Mondiali            | Parigi           | Salto triplo | 9º        | 16,84 m     |                                         |
| 2004 | Giochi olimpici     | Atene            | Salto triplo | 8º        | 16,96 m     |                                         |

## Altre competizioni internazionali
1994
- Oro in Coppa del mondo ( Londra), salto triplo - 17,61 m

1996
- Argento alle IAAF Grand Prix Final ( Milano), salto triplo - 17,39 m

1998
- 4º alle IAAF Grand Prix Final ( Mosca), salto triplo - 16,57 m
- Bronzo in Coppa del mondo ( Johannesburg), salto triplo - 17,25 m